# Nicholasville
Nicholasville és una població dels Estats Units a l'estat de Kentucky. Segons el cens del 2000 tenia 19.680 habitants.

## Demografia
Segons el cens del 2000, Nicholasville tenia 19.680 habitants, 7.370 habitatges, i 5.498 famílies. La densitat de població era de 896 habitants/km².
Dels 7.370 habitatges en un 40,8% hi vivien nens de menys de 18 anys, en un 55,7% hi vivien parelles casades, en un 14,7% dones solteres, i en un 25,4% no eren unitats familiars. En el 20,3% dels habitatges hi vivien persones soles el 7,2% de les quals corresponia a persones de 65 anys o més que vivien soles. El nombre mitjà de persones vivint en cada habitatge era de 2,63 i el nombre mitjà de persones que vivien en cada família era de 3,02.
Per edats la població es repartia de la següent manera: un 28,2% tenia menys de 18 anys, un 10,2% entre 18 i 24, un 33,9% entre 25 i 44, un 18,8% de 45 a 60 i un 8,9% 65 anys o més.
L'edat mediana era de 31 anys. Per cada 100 dones de 18 o més anys hi havia 86,2 homes.
La renda mediana per habitatge era de 37.462 $ i la renda mediana per família de 42.978 $. Els homes tenien una renda mediana de 31.536 $ mentre que les dones 22.275 $. La renda per capita de la població era de 17.036 $. Entorn del 9,3% de les famílies i l'11,5% de la població estaven per davall del llindar de pobresa.

## Poblacions més properes
El següent diagrama mostra les poblacions més properes.